# 巴尔沃莱斯
巴尔沃莱斯，是西班牙阿拉贡自治区萨拉戈萨省的一个市镇。 总面积16平方公里，总人口315人（2001年），人口密度20人/平方公里。